# Canthon meridionalis
Canthon meridionalis là một loài bọ cánh cứng trong họ Bọ hung (Scarabaeidae).